# Heart. Passion. Pursuit.
Heart. Passion. Pursuit. es el segundo álbum de estudio de la cantante y compositora estadounidense de música góspel, Tasha Cobbs Leonard, publicado el 25 de agosto de 2017 por Motow Góspel. El álbum incluye la participación de artistas como Anna Golden, William Murphy, Jimi Cravity, Nicki Minaj y Kierra Sheard.

## Listado de canciones
| N.º | Título                                      | Duración |  |
| 1.  | «The Name of Our God»                       | 06:45    |  |
| 2.  | «The River of the Lord»                     | 05:01    |  |
| 3.  | «Wonderful Grace» (con Anna Golden)         | 06:49    |  |
| 4.  | «Gracefully Broken»                         | 06:16    |  |
| 5.  | «Great God»                                 | 04:23    |  |
| 6.  | «Forever At Your Feet» (con William Murphy) | 06:23    |  |
| 7.  | «You Know My Name» (con Jimi Cravity)       | 08:00    |  |
| 8.  | «I'm Getting Ready» (con Nicki Minaj)       | 08:26    |  |
| 9.  | «Your Spirit» (con Kierra Sheard)           | 07:51    |  |
| 10. | «Dove's Eyes»                               | 04:09    |  |

| Edición deluxe |                                 |          |  |
| N.º            | Título                          | Duración |  |
| 6.             | «Alive»                         | 07:24    |  |
| 11.            | «Here»                          |          |  |
| 12.            | «One Pure and Holy Passion»     | 05:09    |  |
| 13.            | «I Will Follow»                 | 05:33    |  |
| 14.            | «I Have Decided»                | 02:46    |  |
| 15.            | «Our Eyes Are On You (Reprise)» | 01:51    |  |